# Pușcași
Pușcași è un comune della Romania di 3 602 abitanti, ubicato nel distretto di Vaslui, nella regione storica della Moldavia. 
Il comune è formato dall'unione di quattro villaggi: Poiana lui Alexa, Pușcași, Teișoru, Valea Târgului.
Pușcași è divenuto comune autonomo nel 2004, staccandosi dal comune di Laza.